# Емашка (приток Байки)
Емашка (в верховье Ямаш) — река в России, протекает по Башкортостану. Устье реки находится в 24 км по левому берегу реки Байки. Длина реки составляет 20 км.

## Данные водного реестра
По данным государственного водного реестра России относится к Камскому бассейновому округу, водохозяйственный участок реки — Уфа от Нязепетровского гидроузла до Павловского гидроузла, без реки Ай, речной подбассейн реки — Белая. Речной бассейн реки — Кама.
Код объекта в государственном водном реестре — 10010201112111100023071.